# Eupithecia hilaris
Eupithecia hilaris es una especie de polilla de la familia Geometridae. La especie fue descrita por primera vez por Karl Dietze habiendo sido descrita en 1910, con distribución en Colombia. Un sintipo fue descrito en el oeste de Colombia, a 580 pies (176,8 m) de altitud. Es una polilla pequeña con un envergadura de 17,5 milímetros (0,7 plg).